# حکم تیر (فیلم)
حکم تیر فیلمی به کارگردانی ایرج قادری، نویسندگی سعید مطلبی و تهیه‌کنندگی ایرج گنجی‌زاده محصول سال ۱۳۵۶ است.

## خلاصه فیلم
چهار دوست، ضیاء، مرتضی، محسن و باقر دست به سرقت می‌زنند. ضیاء و مرتضی با موتور می‌گریزند و محسن و باقر با اتومبیل. باقر پس از مضروب کردن محسن با پول‌های مسروقه می‌گریزد و محل اختفای ضیاء و مرتضی را به پلیس گزارش می‌کند. محسن به آن دو خبر می‌دهد و آنها قبل از رسیدن مأموران پلیس می‌گریزند. ضیاء موقع فرار زخمی می‌شود و از مرتضی قول می گیرد که کار باقر را تمام کند. مرتضی تنها به شرطی می پذیرد او را رها کرده و به سراغ باقر برود که او برای معالجه زخمش، سراغ بهجت، خواهر مرتضی که گفته می شود پرستار است برود. حال آنکه صاحبخانه بهجت، و دخترش قدسی، افسر ژاندارمری بوده و شدیداً هم به بهجت علاقمند است.
در ‍پی گلایه های قدسی از وعده های مادر و نیامدن پدرش، بهجت مجبور می شود از ضیاء بخواهد در کنار پناه دادن به وی، ضیاء نقش شوه وی و پدر قدسی را بازی کند. در این بین مرتضی به باقر بر می خورد ولی موفق به کشتن او نمی شود. سرکار جلالی که هنوز به رابطه ضیاء شک و بهجت دارد، ضیاء را به کلانتری می خواند و شروع به راستی آزمایی ادعاهای وی می کند. کمی بعد معلوم می شود که بهجت برخلاف ادعاها، نه پرستار که روسپی است، ولی با همه اینها، ضیاء به بازی در نقشش ادامه می دهد. در این میان سرکار جلالی که به هویت ضیاء شک کرده، او را تهدید به فاش کردن هویت واقعی اش می کند، ولی در همین حین، ضیاء او را که دچار مارگزیدگی شده نجات می دهد.
در این بین مرتضی به خانه بر می گردد و با آوردن خبر یافتن باقر، از ضیاء می خواهد کار را تمام کنند. وقتی ضیاءاز ادامه انتقام گیری سر باز می زند، مرتضی او را تحقیر می کند و از خانه خارج می شود. ضیاء به دنبال او می رود. در این حین، سرکار جلالی که دیگر از هویت اصلی ضیاء مطمئن شده، به خانه بهجت می رود و با قول نجات دادن ضیاء قبل از آنکه دستش به خون آلوده شود جای او را می فهمد.
در این میان، مرتضی با باقر درگیر می شود و هرچند ضیاء می کوشد او را از کشتن وی منصرف کند، او باقر را با تیر به سختی زخمی می کند، ولی ضیاء از کشتن وی جلوگیری کرده، اتهام تیراندازی را به گردن گرفته و مرتضی را فراری می دهد. درست در زمانی که سرکار جلالی ضیاء را به جرم تیراندازی به باقر دستگیر می کند، مرتضی باز می گردد و جرم خود را گردن می گیرد و بازداشت شدن با ضیاء را به فرار کردن ترجیح می دهد.

## بازیگران
- ایرج‌قادری، در نقش ضیاء
- منوچهر وثوق، در نقش مرتضی
- آرام، در نقش بهجت
- ذکریا هاشمی، در نقش سرکار جلالی
- علی آزاد، در نقش باقر
- پرگل، در نقش قدسی